# Nazionale maschile di rugby a 13 della Gran Bretagna
La nazionale di rugby a 13 della Gran Bretagna è la selezione che rappresenta l'isola di Gran Bretagna (tutto il Regno Unito tranne l'Irlanda del Nord) a livello internazionale nel rugby a 13.
È gestita dalla Rugby Football League (RFL) e i suoi giocatori sono soprannominati Lions britannici.
Il debutto della nazionale britannica, allora chiamata Northern Union dal nome della federazione nata in seguito alla scissione dalla Rugby Football Union avvenuta nel 1895, risale al tour neozelandese in Gran Bretagna del 1907-08 durante il quale i britannici giocarono una serie di tre test match contro la Nuova Zelanda. Dopo la sconfitta nella prima partita, i neozelandesi vinsero la serie con due vittorie totali ottenute negli ultimi due incontri.
Per molti anni la Gran Bretagna ha giocato regolarmente a livello competitivo, partecipando anche nove volte alla Coppa del Mondo di rugby a 13 e vincendo pure tre edizioni della competizione. Dal 1999 al 2006 la Gran Bretagna ha anche gareggiato all'interno del Tri Nations.
Dopo il tour britannico della Nuova Zelanda del 2007, organizzato per celebrare i 100 anni dallo storico tour degli All Golds neozelandesi, la RFL ha annunciato la volontà di riformare la selezione della Gran Bretagna solamente in modo occasionale, in modo simile a quanto avviene per i British Lions del rugby a 15.

## Palmarès
- Coppa del Mondo di rugby a 13: 3

1954, 1960, 1972